# Arcidiecéze Cosenza-Bisignano
Arcidiecéze Cosenza-Bisignano (latinsky Archidioecesis Cosentina-Bisinianensis) je římskokatolická metropolitní arcidiecéze v italské oblasti Kalábrie, která tvoří součást Církevní oblasti Kalábrie.  V jejím čele stojí arcibiskup Francescantonio Nolè, jmenovaný papežem Františkem v roce 2015.

## Stručná historie
Vznik diecéze v Cosenze je spojen s kázáním svatého apoštola Pavla a činností jeho společníka sv. Štěpána z Niceje; historicky jsou biskupové doloženi až v 5. století. V době, kdy se Cosenza dostala pod byzantskou nadvládu, se diecéze stala metropolitní arcidiecézí. Diecéze v Bisignanu vznikla v 7. nebo 8. století. Od roku 1986 došlo k plnému spojení obou diecézí.